# Заточеници (1. део)
Епизода Заточеници (1. део) је 13. епизода 9. сезоне серије "МЗИС: Лос Анђелес". Премијерно је приказана 14. јануара 2018. године на каналу ЦБС.

## Опис
Сценарио за епизоду је писао Р. Скот Џемил, а режирао ју је Џејмс Хенлон.
Ерик и Нел су пронашли шифровану поруку коју је Хети оставила у књизи и која указује на град Хо Ши Мин у Вијетнаму. На први поглед, они су се сукобили са Мозлијевом док покушавају да открију шта Хети ради тамо, али се Мозлијева вратила и донела им карте за Вијетнам. У међувремену, Хети покушава да изгледа лудо док је испитује "купац" који тражи један тајни податак који она има.
У овој епизоди се појављује контраадмирал у пензији Алберт Џетро Чегвиден. 

## Ликови

### Из серијеМЗИС: Лос Анђелес
- Крис О’Донел као Гриша Кален
- Данијела Руа као Кензи Блај
- Ерик Кристијан Олсен као Мартин А. Дикс
- Берет Фоа као Ерик Бил
- Рене Фелис Смит као Нел Џоунс
- Ниа Лонг као Шеј Мозли
- Линда Хант као Хенријета Ленг
- Ел Ел Кул Џеј као Сем Хана

### Из серијеВојни адвокати
- Џон М. Џексон као Алберт Џетро Чегвиден